# Elisabeth Brandau
Elisabeth Brandau (* 16. Dezember 1985) ist eine deutsche Mountainbike-Radrennfahrerin in den Disziplinen Marathon und Cross-Country.

## Sportlicher Werdegang
Im Jahr 2001 wurde Brandau Deutsche Straßenmeisterin in der Jugendklasse. In den Jahren 2002 und 2003 wurde sie Deutsche Bergmeisterin bei den Juniorinnen.
Nach einer berufsbedingten Pause von 2004 bis 2007 nahm Brandau 2008 ihre Aktivitäten im Leistungssport wieder auf, arbeitete aber bis 2010 neben ihren Aktivitäten im Radsport Vollzeit in ihrem Beruf als Kälteanlagenbauerin.
2008 wurde Brandau 13. beim MTB-Marathon-Weltcup in Manavgat/Türkei, siegte bei der Alpentour Trophy in Österreich (4-Tage-Cross-Country-Etappen-Rennen) und siegte bei der Trans Schwarzwald (Marathon-Etappenrennen über eine Woche durch den Schwarzwald). Bei den nationalen Titelkämpfen Mountain-Bike Marathon 2008 sicherte sie sich den Sieg und wurde Deutsche Marathon-Meisterin 2008.
Sie wurde 2009 Mitglied im Nationalkader Mountain-Bike-Cross-Country des BDR. Im Jahr 2010 gewann sie die Trans Germany Tour, wurde Zweite bei der Deutschen Meisterschaft im Cyclo-Cross und Vierte bei der Marathon-WM.
Elisabeth Brandau startete 2011 für das beim Weltradsportverband als UCI MTB Team registrierte Central Haibike Pro Team und holte sich den Titel der Deutschen Marathon-Meisterin, belegte den zweiten Platz bei der Deutschen Meisterschaft im Cross-Country und wurde Fünfte bei der Marathon-WM.
Im Jahr 2012 wechselte sie zum neugegründeten Notebooksbilliger.de Team, deren Teamchefin sie war. Das Team wurde nach einer Saison allerdings wieder aufgelöst. 
Sie wiederholte ihren Erfolg von 2008 und gewann erneut die Deutsche Meisterschaft im MTB-Marathon am 6. Mai 2012 in Singen. Zudem wurde Elisabeth Brandau noch erste deutsche Sprintmeisterin im selben Jahr in Kirchzarten.
Nach Ausstieg des Hauptsponsors entstand mithilfe der übrigen Sponsoren das neu gegründete EBE-Racing-Team, mit dem sie dann bei der Deutschen Meisterschaft im Cross-Country deutsche Vizemeisterin wurde. Sie wurde zudem noch Dritte in der Baden-Württembergischen Meisterschaft in der Kategorie Einzel Straße und erreichte den dritten Platz bei der Deutschen Meisterschaft Marathon in Münsingen.
2014 stieg Elisabeth Brandau mit einem Sieg beim SKS-CUP im Cyclo-Cross ein und gewann in der Serie sieben von neun Rennen. Zudem wurde Elisabeth Brandau darauf deutsche Vizemeisterin im Cyclo-Cross hinter Hanka Kupfernagel in Döhlau. An den Cyclo-Cross-Weltmeisterschaften Ende Januar 2014 in Hoogerheide in den Niederlanden wurde Elisabeth Brandau beste Deutsche auf dem 16. Platz. Im Mai und Juni 2014 gewann die Mountainbikerin und Teamchefin in Riva die Piccolo, in Willingen den 120-km-Marathon und daraufhin den UCI Marathon Sella Ronda in den Dolomiten.
2015 wurde Elisabeths erster Sohn geboren. Daraufhin erbrachte sie ihr Comeback 2016 und wurde in Vechta deutsche Meisterin im Cyclocross. Elisabeth gewann in der kommenden Saison einige Rennen und wurde im XCO UCI MTB Weltcup in Albstadt Siebte. 2017 wurde Elisabeth zum zweiten Mal Mutter.

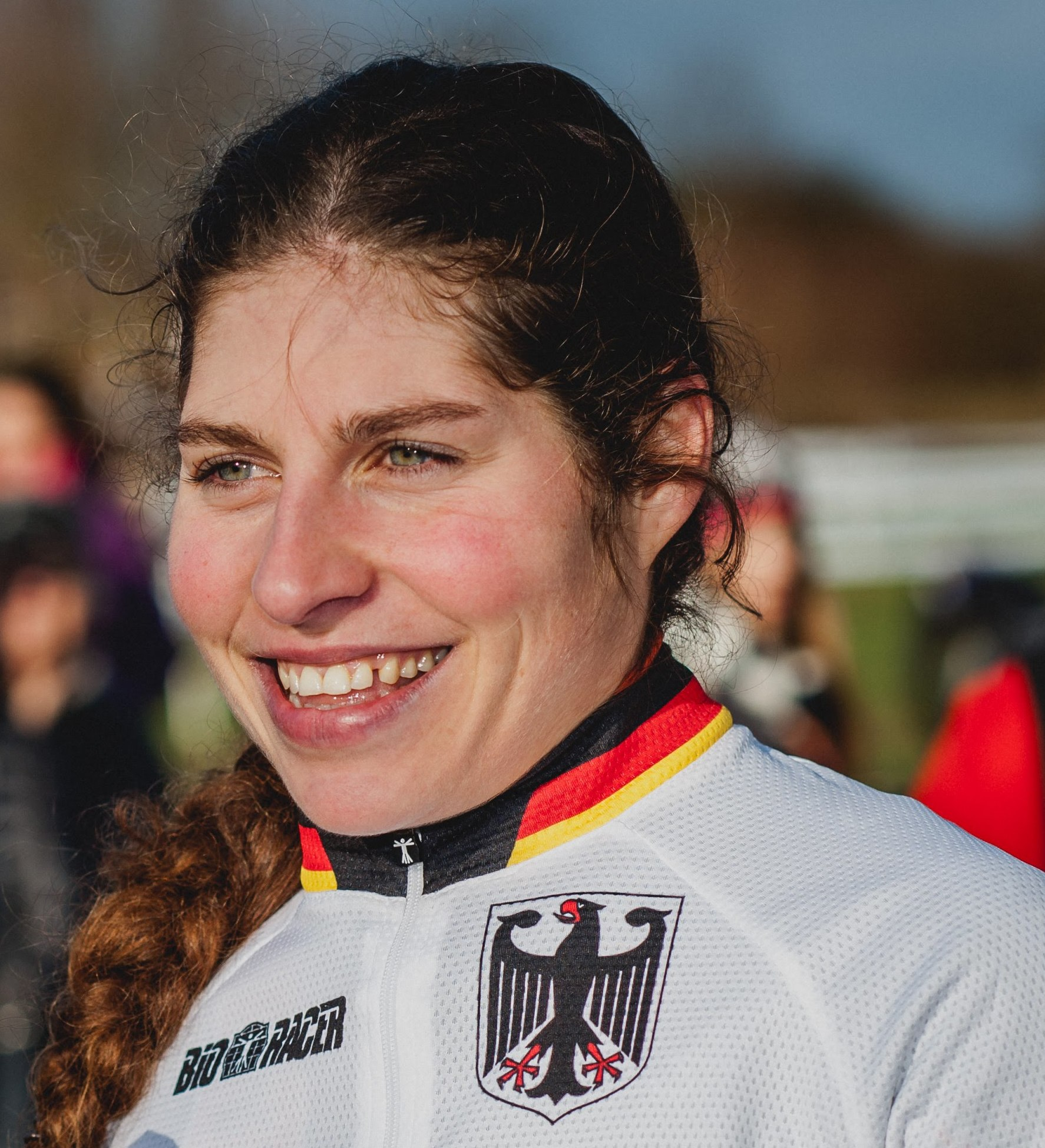
Elisabeth Brandau bei den Deutschen Meisterschaften im Rad-Cross 2018 in Bensheim

Auch 2018 wurde sie in Bensheim deutsche Cyclo-Cross-Meisterin und Fünfte an der UCI-WM in Valkenburg (NL). Dazu kamen ein fünfter Platz bei den Europeengames in Glasgow sowie ein achter Platz bei der UCI XCO WM in Lenzerheide (CH). Dort gewann sie auch im Teamrelay die Silber-WM-Medaille mit dem Bund Deutscher Radfahrer. Im September 2018 gewann sie den Süpercross Baden in der Schweiz.
2019 gewann sie die Bronzemedaille bei der Europameisterschaft in Brünn (CZ). Zudem kam sie zweimal auf den dritten Rang beim Weltcup in Les Gets (FR) und wurde Deutsche Meisterin im XCO. 2020 erreichte sie erneut den achten Rang bei der Europameisterschaft im Tessin (CH) und gewann wiederum die Deutsche Meisterschaft. Im Juli 2021 nahm die damals 35-Jährige bei den Olympischen Spielen in Tokio im Olympischen Cross Country teil, wo sie aber überrundet und nicht gewertet wurde.
2022 wurde Elisabeth Brandau nochmals Cyclocross Deutsche Meisterin in Luckenwalde und konnte daraufhin in der USA an den Weltmeisterschaften noch den 12. Platz erreichen. Nach einer Schwangerschaftspause im Jahr 2023 stieg sie wieder in den Radsport ein und gewann 2024 und 2025 wieder die Deutsche Meisterschaft im Cyclocross.
Auf dem Mountainbike belegte Brandau im Mai 2024 in Rumänien bei den Europäischen Meisterschaften im Shorttrack den 14. Rang und den 13. Rang im Cross Country.

## Erfolge
| 2011 Deutsche Meisterin – Marathon XCM 2012 Deutsche Meisterin – Marathon XCM 2018 Deutsche Meisterin – Cross-Country XCO Weltmeisterschaften – Staffel XCR 2019 Deutsche Meisterin – Cross-Country XCO Europameisterschaften – Cross-Country XCO 2020 Deutsche Meisterin – Cross-Country XCO | 2015/2016 Deutsche Meisterin 2017/2018 Deutsche Meisterin 2018/2019 Deutsche Meisterin 2019/2020 Deutsche Meisterin 2020/2021 Deutsche Meisterin 2021/2022 Deutsche Meisterin 2023/2024 Deutsche Meisterin 2024/2025 Deutsche Meisterin |